# Newsboy Legion
La Newsboy Legion són personatges de ficció, una colla de nens de l'Univers DC, de DC Comics. Creats per Joe Simon i Jack Kirby, van aparèixer al seu propi serial dins la col·lecció Star Spangled Comics #7 publicat l'1 de febrer de 1942 (amb data de portada de abril de 1942) fins Star-Spangled Comics # 64 (data de portada gener de 1947).

## Versió pre-Crisis
Un grup d'orfes, que vivien als carrers de Suicide Slum, van ser anomenats així perquè venien diaris per guanyar-se la vida. També tenien freqüentment problemes amb la llei, tot i que el policia local Jim Harper era suau per a ells. En la seva primera aparició, Harper, poc després de convertir-se en el Guardian, també es converteix en el tutor legal dels Newsboys. Un tema recurrent en les seves històries era que els nois sospitaven que Harper era el Guardian, però no n'estaven segurs.
La Newsboy Legion estava formada per Tommy Tompkins (el líder); Big Words (el geni de l'equip); Gabby (un noi excitable que mai deixava de parlar); i Scrapper (el noi dur).
La Newsboy Legion va ser reintroduïda a Superman's Pal Jimmy Olsen # 133 (octubre de 1970) com a part de l'arc del Fourth World de Jack Kirby. La Legió en aquesta història eren els fills dels originals, que ara treballaven en un projecte de genètica del govern. Una nova incorporació a l'equip va ser Walter "Flipper Dipper" (o "Flippa Dippa") Johnson Jr., un noi afroamericà. Estava obsessionat i era molt capaç de fer maniobres submarines. També és fill d'un altre membre del Projecte. El seu sobrenom es va escurçar després com "Flip".
Durant la seva primera missió, el vilà Morgan Edge desenvolupa el Whiz Wagon per als nois confiats. Intenta fer-lo servir i a ells (i per extensió, a Jimmy Olsen) per matar els Hairies, una societat subterrània i avançada tecnològicament. Els Hairies eren literalment veïns del Projecte i tots dos estaven a prop de l'Evil Factory (fàbrica del mal), que es va esforçar per destruir els altres. Assistint a la Legió en la lluita contra la Fàbrica va ser un clon de Scrapper anomenat 'Scrapper Trooper', que va ser dissenyat per al suport militar del Projecte.
Els nois es veurien afectats pel Projecte d'altres maneres; com ara fer amistat amb un experiment de l'Evil Factory. Van anomenar aquesta entitat humanoide gran, rosa, ‘Angry Charlie’ (Charlie enfadat). Va ser l'únic supervivent de la fàbrica. Les autoritats policials d'Escòcia, on s'havia amagat la Fàbrica, van permetre a la Legió mantenir la custòdia de l'entitat.

## Versió post-Crisis
Després de Crisis, la història dels anys quaranta de la Newsboy Legion no va canviar, com la seva posterior participació amb el Projecte ADN (ara anomenat Project Cadmus). En lloc de tenir fills idèntics, no obstant, es deia que la nova Newsboy Legion eren clons, creats per la mateixa tecnologia que va recrear el Guardian, com a part d'una trama d'Apokolips que va funcionar malament. Igual que el clon Guardian, compartien els records dels seus "pares", almenys fins a la seva edat actual, cosa que significava que a vegades no estaven familiaritzats amb el món modern (els records de la nova Flip datats dels cinquanta, més que no pas dels quaranta). Van aparèixer per primera vegada en aquesta forma a Superman Annual # 2 (1988), escrita per Roger Stern, i van ser presentades àmpliament a l'etapa de Karl Kesel d'Adventures of Superman. Els clons sempre es posaven en problemes, com quan van ocultar l'existència d'un gran monstre que menjava mobles.
Als Newsboys, després de Crisis, també se'ls va donar noms reals: Big Words va ser Anthony Rodriguez; Gabby era Johnny Gabrielli i Scrapper va ser Patrick MacGuire. Se'ls va unir breument la neboda del Guardian "Famous" Bobby Harper, però va acabar per anar-se'n per quedar-se amb un altre parent.
La Legion es va rebel·lar contra Cadmus per primera vegada quan els adults van robar el cos de Superman. Es van unir a un equip d'infiltració format per Lois Lane i diversos super-poderosos ‘Underworlders’, una facció de Metròpolis devota de Superman. El grup no va aconseguir recuperar el cos de Superman.
L'incident amb Harper va portar a la Legion a enderrocar una operació dirigida per Granny Goodness.
Les dues versions de la Legion es van enfrontar amb adversaris com el científic Dabney Donovan i els lacais de Darkseid. Tot el projecte Cadmus va enfrontar-se a atacs i manipulació de les forces de Lex Luthor.
A Superboy # 56, canvis significatius en el projecte Cadmus van suposar que tots els Newsboys, originals i clons, deixessin el Projecte. Es va suggerir breument que els clons estaven investigant què hi havia realment darrere d'aquests canvis, però això no es va tenir continuïtat.
Els Newsboy clonats van rescatar a Jimmy a Countdown # 29 (10 d'octubre de 2007), després de la ruptura amb Cadmus. Van permetre que Jimmy es quedés a la "Legion Clubhouse" mentre intentava resoldre la seva situació, però va ser segrestat pel segon Forager (Countdown # 28, 17 d'octubre de 2007). Els seus "pares" no van ser esmentats.
El grup apareix en un número de Death of the New Gods (desembre de 2007). Utilitzant els ordinadors del Whiz Wagon, ajuden a Jimmy a obtenir proves fotogràfiques de la mort del Black Racer.
A Superman's Pal Jimmy Olsen (one-shot, desembre de 2008), els membres originals de la Newsboy Legion van ser assassinats per Codename: Assassin. El destí dels clons continua sent desconegut. Això formava part d'una conspiració de llarg abast per matar tots els éssers de poder kriptònics, dels quals n'hi havia molts en aquell moment. L'encarregat d'aquesta trama era el general dels Estats Units Sam Lane.
El setembre del 1944, la Newsboy Legion es va unir amb els Boy Commandos per detenir els traïdors armats i blindats amb seu a la ciutat de Nova York.

## Altres versions
A "Elseworld's Finest", la Legion era un petit subgrup de Newsboys que comptava amb un molt jove Jimmy Olsen entre ells.
En la sèrie de Grant Morrison Seven Soldiers: The Guardian, el diari Manhattan Guardian té una xarxa de periodistes voluntaris anomenada "Newsboy Army".

## Doc Savage
L'expressió de sorpresa preferida de Big Words és "I'll be superamalgamated!" (Estaré superamalgamat!) Aquesta frase va ser usada originalment pel similarment polisilàbic William William Harper Littlejohn a Doc Savage.

## Col·leccions
DC ha publicat dues col·leccions en format de tapa dura: 
- The Newsboy Legion v1, 2010, ISBN 1-4012-2593-4 (reimprimeix Star Spangled Comics # 7-32).
- The Newsboy Legion v2, 2017, ISBN 978-1-4012-7236-4 (reimprimeix Star Spangled Comics # 33-64).

## En altres mitjans

### Televisió
- A l'episodi de Justice League Unlimited "Patriot Act", la Newsboy Legion fa un cameo sense anomenar-los com un grup de nens joves que ajuden els civils en seguretat. Al final de l'episodi, la Newsboy Legion forma part del grup que acaba salvant la Justice League del general Wade Eiling convençant-lo perquè retrocedeixi.
- A l'episodi de Young Justice: Outsiders "First Impressions", Newsgirl Legion és una versió femenina del grup que està composta per Tommi Thompkins (amb la veu de Mae Whitman), Gabi Gabrielli (amb veu de Gray Griffin) i Antonia "Big Words" Rodriguez (amb veu de Zehra Fazal). Tommi Thompkins, és filla de Thomas Thompkins (veu de Jason Marsden), l'alcalde de Brooklyn, Maine. El xèrif Patrick Maguire (veu de Troy Baker) està basat en Scrapper. Els personatges també són un homenatge a Scooby Doo! Misteri Incorporated amb Thomas i Patrick que s'assemblen a l'alcalde Fred Jones Sr. i al xèrif Bronson Stone.